# Cordelles
Cordelles és una masia als afores d'Esparreguera (el Baix Llobregat) catalogada a l'Inventari del Patrimoni Arquitectònic de Catalunya. És una masia de grans dimensions i aspecte robust, massís. Està estructurada en quatre pisos diferents, el soterrani, dos pisos i les golfes. La coberta està feta de teula àrab. La construcció destaca per les seves finestres, de petites dimensions, i molt divers estil: trobem finestres rectangulars allindanades emmarcades per una motllura de pedra, finestres d'arc conopial, geminades, d'arc de mig punt i allindanades sense decoració. A les golfes hi ha una galeria d'arcs.